# United States Naval Academy
United States Naval Academy med förkortningen USNA (också känt som Annapolis eller i idrottsliga sammanhang som Navy) är USA:s marindepartements service academy som är belägen i staden Annapolis, som ligger mellan Baltimore och Washington, D.C. i delstaten Maryland. 

## Bakgrund
United States Naval Academy grundades den 10 oktober 1845 av USA:s marinminister George Bancroft, som en navalakademisk motsvarighet till arméns United States Military Academy i West Point, New York. 
Sedan grundandet har det funnits en stark rivalitet mellan de två äldsta officershögskolorna som tar sig uttryck i det årliga Army–Navy Game i amerikansk fotboll.

## Utbildning
Kadetterna genomgår ett fyraårigt program, med lön och utan studielån, som leder till en bachelorexamen och officersfullmakt i utbyte mot flerårig tjänstgöring i USA:s väpnade styrkor, vanligen i USA:s flotta eller USA:s marinkår.

## Kadettgrader

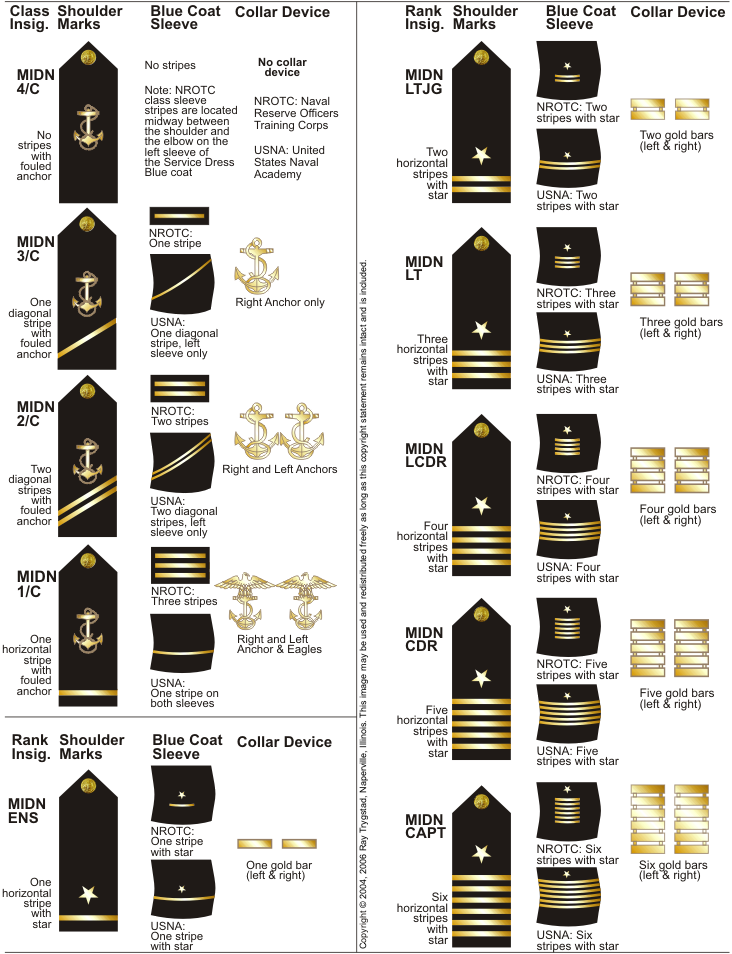
Kadettgrader vid USNA och vid reservofficersutbildningen (NROTC).

## Bemärkta alumner (urval)

Campus vid Chesapeake Bay.

- Jimmy Carter, USA:s president 1977–1981.
- Robert A. Heinlein, science fiction-författare.
- John McCain, senator för Arizona 1987-2018, republikansk presidentkandidat i valet 2008.
- Albert Abraham Michelson, mottagare av 1907 års Nobelpris i fysik.
- Michael G. Mullen, USA:s försvarschef 2007-2011.
- Chester W. Nimitz, femstjärnig amiral (Fleet Admiral) under andra världskriget, chef för USA:s flotta 1945–1947.
- Oliver North, tidigare överstelöjtnant, mest känd från Iran–Contras-affären.
- Peter Pace, USA:s försvarschef 2005–2007.
- Ross Perot, affärsman och tidigare presidentvalskandidat.
- David Robinson, basketspelare.
- Alan Shepard, marinflygare och förste amerikanen i rymden.
- Jim Webb, marinminister 1987–1988, senator för Virginia 2007–2013.